# 이예은 (미스코리아)
이예은(1988년 1월 4일~)은 대한민국의 광고 모델 겸 방송인이다.
2008년 미스코리아 대전-충남 갤러리아 첫 입상을 하였으며 신장은 171cm이고 체중은 50kg인 그녀는 가야금 연주와 영화감상과 독서와 야구 관람에 취미가 있고 수영과 시 낭송과 CM송 부르기에 특기가 있다.

## 학력
- 대전대흥초등학교(2000년 2월, 6학년 졸업)
- 대전삼육중(2000년 8월, 1학년 1학기 전퇴)→청주여중(2003년 2월, 3학년 졸업)
- 청주중앙여고(2004년 8월, 2학년 1학기 전퇴)→충남여고(2006년 2월, 3학년 졸업)
- 한남대학교 국어국문학과(학사 - 06학번 - 1년 휴학 - 2011년 2월, 학사 학위 취득.)

## 경력
- 2008년 미스코리아 대전-충남 갤러리아.
- 2009년 미스코리아 충북 선(善).
- 2011년 9월~2013년 10월 케이블 CMB 대전방송 기자 겸 아나운서.
- 2013년 10월 2일, 케이블 CMB 대전방송 퇴사 직후 프리 랜서 선언.
- 2014년 2월 13일, 광고 모델 활동을 시작.

## 신체 사이즈
- 가슴: 34 in (86.4 cm)
- 허리: 24 in (61.0 cm)
- 엉덩이: 35 in (88.9 cm)

## 수상 경력
- 2008년 미스코리아 대전-충남 갤러리아
- 2009년 미스코리아 충북 선(善)

## 출연작

### CF 광고
- 2016년 6월 《중고차 대전 카》